# نسرين صادق
نسرين صادق إعلامية وكاتبة لبنانية. تعمل كمديرة لقسم الأخبار في قناة الآن.

## حياتها
عملت في عدة قنوات محلية وعربية فتنقلت بين تلفزيون لبنان وقناة الجزيرة وتلفزيون المستقبل وقناة أبو ظبي قبل أن تشارك في تأسيس تلفزيون الآن بإدارة قسم الأخبار فيه مدة ست سنوات والإشراف على استثماره الإعلامي في ليبيا.
حازت على جائزة «مديرة الأخبار العربية الأكثر تميزا في 2010» من ملتقى الإعلاميين الشباب العرب في الأردن. قدمت العديد من البرامج الحوارية السياسة المباشرة مثل «أكثر من عنوان» وبرنامج «نون» الأول من نوعه في العالم العربي. ومن أبرزها الحوارات التي أجرتها ومنها حوار مع الرئيس الإيراني محمود أحمدي نجاد. كما أنتجت وقدمت عدة برامج تهتم بشؤون الجماعات المتشددة كالقاعدة المهجورة وأيام العنف
تعد من الإعلاميات المميزات في الوطن العربي، واختيرت أيضاً «شخصية العام الإعلامية»، ضمن سجلات التميز لدائرة التنفيذيين والمهنيين في الولايات المتحدة الأميركية للعامين 2008 ـ.2009